# Пикущак, Игорь Александрович
И́горь Алекса́ндрович Пикуща́к (рум. Igor Picușceac, Picușciac; 27 марта 1983, Тирасполь, СССР) — молдавский и российский футболист, нападающий. Тренер.

## Клубная карьера
С 8 лет учился футболу в тираспольской СДЮШОР-4 у Сергея Торопова, год играл вратарём, начинал профессиональную карьеру в клубе «Шериф» Тирасполь, где в 2001—2003 годах провёл 12 игр и отметился одним голом. В 2003 году перешёл в состав команды «Тирасполь». Сыграв 124 матча и забив 30 голов, в 2008 году вернулся в «Шериф». В составе этих двух клубов в сезоне 2007/08 стал лучшим бомбардиром Чемпионата Молдавии. В 2009 году сыграл 12 матчей за клуб Первого китайского дивизиона «Бэйцзин Хундэн», фарм-клуб «Бэйцзин Гоань». В том же году перешёл в состав российского клуба «Краснодар». Стал автором первого гола «Краснодара» в Премьер-лиге.
В первом сезоне в России принял участие в 4 играх и забил 1 гол, а в сентябре 2009 получил травму, из-за которой не играл до июня 2010. Во втором сезоне забил 2 гола в 20 матчах. Сезон 2011/12 начал с забитого мяча в 1/8 финала Кубка России в ворота «Амкара» и гола во втором туре «Спартаку-Нальчик». После этого он стал выходить на поле в каждом матче вплоть до перелома ноги в игре против «Динамо». Эта травма исключила его из игры до ноября. После этого в основном выходил на замену, забил гол в ворота «Терека». Всего в 19 матчах первенства забил четыре гола.
26 июля 2012 было объявлено, что Пикущак перешёл в «Амкар». 17 сентября в матче чемпионата с «Волгой» забил свой первый гол за клуб на последних минутах, что позволило команде победить 3:2. 3 октября в Казани впервые вышел в стартовом составе на матч против «Рубина» (1:0) и уже на 3-й минуте отдал голевой пас на Павла Игнатовича. 26 октября 2012 года, на 94-й минуте матча с московским «Локомотивом», принёс победу «Амкару».
1 июня 2015 года стало известно, что Пикущак вернулся в «Шериф», но спустя два месяца снова стал свободным агентом. 23 марта 2016 года подписал контракт с кишинёвской «Академией», в июне 2016 года перешёл в клуб «Заря» Бельцы.

## Карьера в сборной
В сборную Молдавии Пикущак стал вызываться во время выступления за «Тирасполь». До переезда в Китай сыграл в пяти матчах и забил один гол. После этого наступил перерыв в играх за сборную, который окончился в 2011 году. С тех пор регулярно выступал за сборную.

## Тренерская карьера
В системе клуба «Краснодар» — с 2017 года, работал с нападающими, входил в тренерский штаб молодёжной команды, возглавлял вторую команду «Краснодар-2» в Первенстве ПФЛ. 5 апреля 2018 года возглавил молодёжную команду «Краснодара». Летом 2018 года стал старшим тренером «Краснодара-2», в осенней части Первенства ФНЛ 2018/19 де-факто был главным тренером (быть де-юре главным тренером ему не позволяло отсутствие тренерской лицензии категории Pro). В феврале 2019 года переведён на должность по работе с нападающими в системе клуба, в апреле 2019 года покинул клуб.
Летом 2019 года стал главным тренером в армянском клубе «Ноа». В некоторых источниках главным тренером клуба назывался Вадим Борец.
26 октября 2020 года был назначен главным тренером в тольяттинский «Акрон», но официально главным тренером стал молдавский тренер Владимир Жэпэлэу, так как Пикущак проходил обучение на соответствующую категорию. 7 декабря 2021 года покинул тольяттинский клуб. С марта по июль 2022 года вновь тренировал «Ноа». 14 июля казахстанский клуб «Акжайык» (Уральск) объявил о назначении Пикущака главным тренером команды, в августе из-за отсутствия у него лицензии UEFA Pro главным тренером «Акжайыка» был назначен Олег Беженарь, а Пикущак стал ассистентом главного тренера, в 2022 году команда играла в финале Кубка Казахстана, но вылетела из Премьер-лиги. В январе 2023 года Пикущак возглавил «Туран» (Туркестан), по той же причине числясь ассистентом главного тренера, по итогам сезона 2023 года команда заняла 2-е место в первой лиге Казахстана и вышла в Премьер-лигу.

## Достижения

### В качестве тренера
- Серебряный призёр чемпионата Армении: 2019/20[27]
- Обладатель Кубка Армении: 2019/20[28]
- Обладатель Суперкубка Армении: 2020[29]